# Roger Martin (industriel)
Pour les articles homonymes, voir Roger Martin et Martin.
Roger Léon René Martin, né le 8 avril 1915 à Asnières-sur-Seine et mort le 26 mars 2008 à La Celle-Saint-Cloud, est un haut fonctionnaire puis homme d'affaires français. Il a été notamment le président-directeur général du groupe Saint-Gobain.

## Biographie
Il est diplômé de l'École polytechnique (promotion 1935), et de l'École des mines de Paris (1937).
Il effectue d'abord une carrière dans la haute administration, Il commence sa carrière de fonctionnaire à Nancy (1941-1942) avant de devenir adjoint au directeur de la sidérurgie au ministère de l'Industrie (1942-1946).
De 1946 à 1948, il travaille en Sarre auprès du séquestre militaire des Hermann Roechling Werke. 
En 1948 il rejoint la Compagnie de Pont-à-Mousson, comme directeur du département sidérurgie et directeur adjoint du département mines. Il devient directeur général adjoint en 1953, directeur général en 1959, puis président-directeur général en 1964 après le départ à la retraite d'André Grandpierre.
En 1968, Saint-Gobain dont la fondation remonte à Colbert, subit la première OPA hostile de l’histoire du capitalisme français. Le groupe est convoité par Antoine Riboud, PDG emblématique de BSN (futur Danone) qui veut faire les pots en verre de ses yaourts. Roger Martin décide de lancer une contre-OPA sur Saint-Gobain. La bagarre est homérique entre les deux grands capitaines d’industrie, et pour la première fois, l'affaire est médiatisée dans la presse. La place de Paris découvre la lutte entre Riboud et Martin. Finalement, c'est Martin qui remporte l'opération, et il fusionne son groupe avec Saint-Gobain, nouvellement acquis.
Après la fusion en 1970, il préside le nouvel ensemble qui se nomme Saint-Gobain jusqu'en 1980. 
À la demande du gouvernement, il préside de 1978 à 1981 le Conseil de gestion de l'Institut Auguste Comte pour l'étude des sciences de l'action. En 1986, il participe à la Commission de privatisation des entreprises nationalisées.
Roger Martin est élu Président de l'AFDET (Association Française pour le Développement de l’Enseignement Technique) de 1987 à 1992

## Distinctions
Élu manager de l'année par le Nouvel Économiste en 1977, il était commandeur de la Légion d'honneur et grand officier de l'ordre national du Mérite.